# خور الصبية

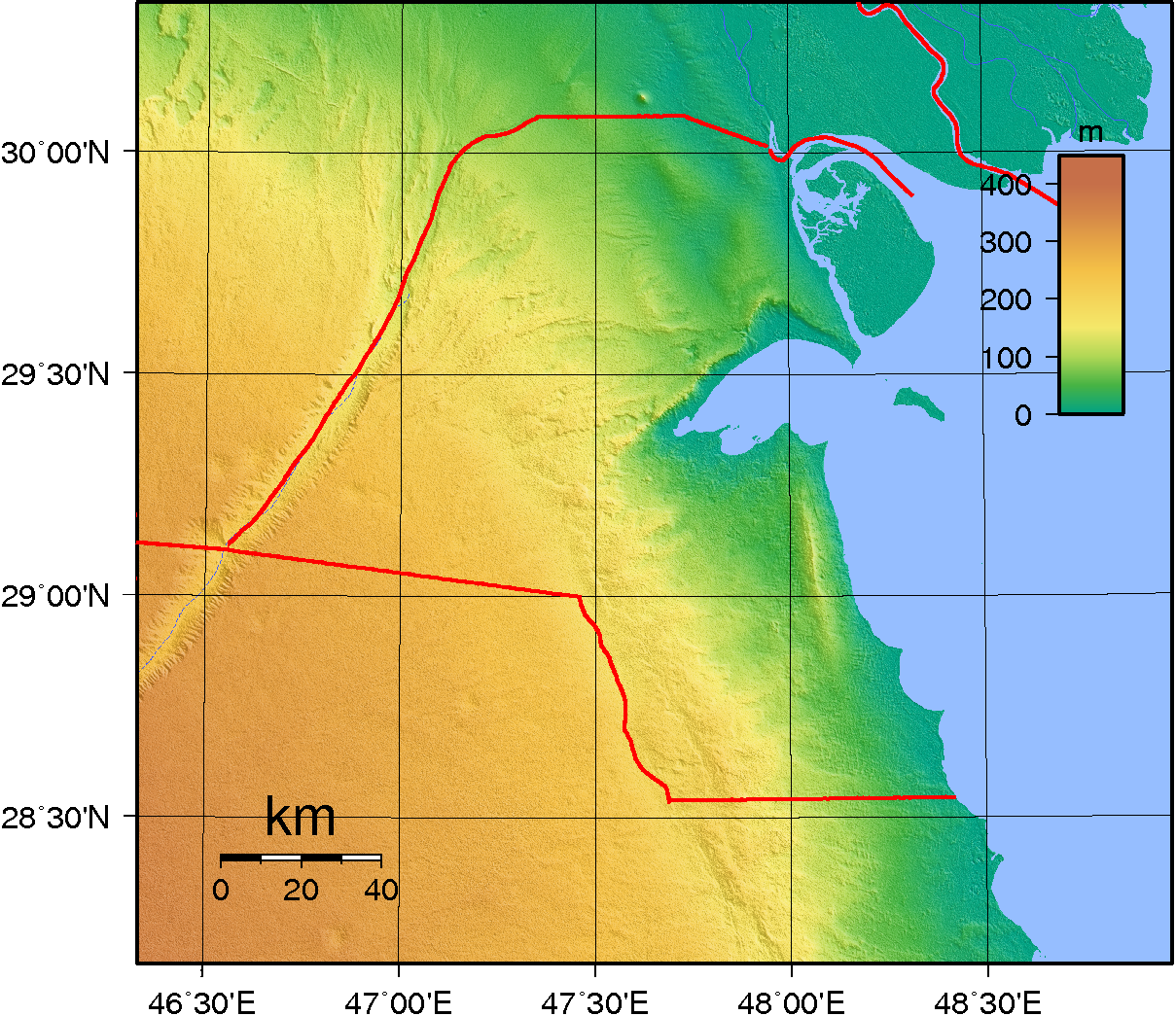
خور الصبية يقع غرب جزيرة بوبيان و شرق أراضي الكويت.

خور الصبية هو خور يقع في شمال الخليج العربي و تحديداً غرب جزيرة بوبيان، بين الجزيرة أراضي دولة الكويت.